# Kremacja

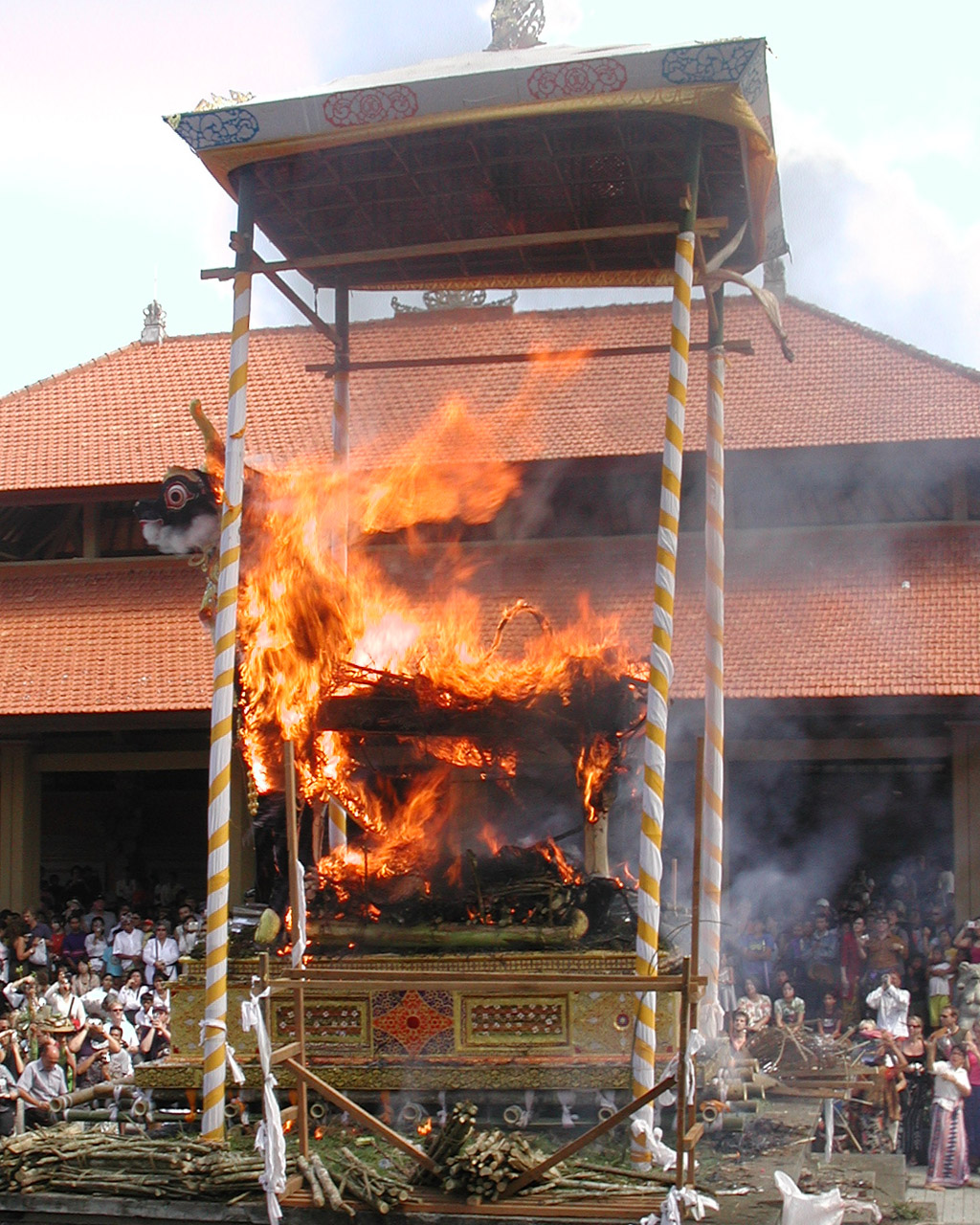
Kremacja hinduistyczna na wyspie Bali

Kremacja (łac. cremare „spalić”), ciałopalenie – forma pogrzebu zwłok zmarłego, polegająca na spaleniu ciała, znana i uznawana przez wiele religii.

## Techniczne aspekty kremacji

### Proces kremacji
Nowoczesna kremacja przeprowadzana jest w piecu kremacyjnym – co najmniej dwukomorowym, którego konstrukcja oparta jest na zasadzie wielokrotnej rekuperacji ciepła, tak usytuowanym i zorganizowanym urządzeniem wprowadzającym, aby rodzina i osoby bliskie miały możliwość, na swoje życzenie, bezpośrednio obserwować wprowadzenie zwłok.
Piec może być zasilany olejem opałowym, gazem ziemnym lub LPG. Proces spalenia odbywa się w pełni automatycznie, a nad jego przebiegiem, czasem trwania i związaną z nim emisją spalin czuwa zintegrowany sterownik PLC – jedynie w starszych modelach operator steruje manualnie pracą pieca za pomocą panelu sterowniczego – nowe piece są wyposażone w ciekłokrystaliczny ekran dotykowy zamontowany bezpośrednio na piecu – dzięki czemu nie jest potrzebne dodatkowe centrum sterownicze dla pieca i filtrów spalin.
Spaliny z procesu kremacji przed wydostaniem się do środowiska są dopalane w specjalnej komorze i przez odpowiedni ceramiczny kanał spalinowy, w którym utrzymywana jest temperatura 850 °C i do którego dostarczane są właściwe proporcje tlenu. Tak dopalone spaliny są przekazywane do komina lub opcjonalnie do odpowiednich filtrów. Możliwy jest odzysk ciepła z procesu kremacji, co jest uzasadnione ekonomicznie w przypadku dużych odbiorców (np. sieć ciepłownicza miejsca lub kompleksy sportowe), ale nie zawsze jest to praktykowane ze względów etycznych.
Prochy osoby skremowanej po spaleniu są jeszcze rozdrabniane w odrębnym urządzeniu, przed umieszczeniem ich w urnie. Na etapie obróbki prochów wyciągane są też ewentualne elementy metalowe lub implanty. W starszych piecach granulator był zintegrowany z piecem, jednak ze względu na bezpieczeństwo operatorów, jak i ochronę środowiska, ustawodawcy wielu państw europejskich żądają rozdzielenia tych funkcji. Piec podczas przeprowadzenia kremacji zużywa od 12 do 30 kg oleju opałowego, lub od 10 do 30 m³ gazu ziemnego.
W Europie są jeszcze piece ogrzewane energią elektryczną, takie piece ma w swej ofercie jeden z europejskich producentów pieców kremacyjnych.

### Piece kremacyjne a krematoryjne
Przyjęte jest rozgraniczenie określeń „kremacyjne” i „krematoryjne”, sprowadzające się do tego, że mówiąc o akceptowanych w naszej kulturze urządzeniach służących do spopielania ciała ludzkiego, czyli takich, w których przeprowadzana była lub jest kremacja wyłącznie jednej osoby, używane jest pojęcie pieca lub urządzenia „kremacyjnego”, w odróżnieniu od urządzeń lub pieców „krematoryjnych”, stosowanych chociażby przez Niemców w czasie II wojny światowej, gdzie spalano zwłoki wielu osób równocześnie.
Piecem krematoryjnym jest więc każdy piec, w którym możliwe jest równoczesne spalenie więcej niż jednych zwłok. Również współcześnie w niektórych krajach dopuszczalne jest stosowanie pieców krematoryjnych, gdzie ze względów ekonomicznych równocześnie spalane są ciała kilku osób umarłych – ze względów kulturowych jest to powszechnie akceptowane jedynie w niektórych krajach azjatyckich, wyjątkowo w Niemczech, ale w piecach o specjalnej trójkomorowej konstrukcji.
Generalnie w Europie nie jest akceptowane wykorzystanie pieców krematoryjnych, ale również przepisy dotyczące ochrony środowiska nie pozwalają na montaż amerykańskich lub azjatyckich pieców krematoryjnych na terenie Europy – z wyjątkiem obszaru Polski, Ukrainy, Bułgarii i dwóch republik bałtyckich, gdzie kwestia ta nie została jeszcze uregulowana przez ustawodawcę. Głównym powodem jest brak w piecach krematoryjnych komory dopalającej – jako odrębnego przedziału, gdzie dopalane są jedynie spaliny, brak filtrów eliminujących emisję szkodliwych substancji oraz nieskuteczny pomiar zawartości tlenu w komorze spalania i emitowanych spalinach.

## Polskie prawo
Zgodnie z art. 12 i 16 ustawy z dnia 31 stycznia 1959 r. o cmentarzach i chowaniu zmarłych (Dz.U. z 2024 r. poz. 576), zmarłych można pochować przez złożenie w grobach ziemnych, murowanych lub katakumbach bądź zatopienie w morzu. Szczątki pochodzące ze spopielenia zwłok mogą być przechowywane także w kolumbariach. W szczególnych przypadkach, gdy zgon nastąpił na okrętach będących na pełnym morzu, zwłoki wręcz powinny być pochowane przez zatopienie w morzu. Prochy zatem nie mogą być rozsypywane. Za naruszenie przepisów tej ustawy grozi kara grzywny do 5 tys. złotych lub kara aresztu do 30 dni (art. 18). W 2005 r. przygotowywane były przynajmniej trzy projekty nowej ustawy o cmentarzach. Do roku 2020 żaden z nich nie został dalej procedowany.

### Zakazy prawne
Obecne polskie prawo nie zezwala na:
- przechowywanie urny z prochami w innym miejscu niż na cmentarzu (czy to w niszy urnowej, pochowanej w grobie urnowym, czy pochowanej do tradycyjnego grobu)
- rozsypywanie prochów osoby zmarłej[8], np. na „polach pamięci” usytuowanych na cmentarzach, czy poza nimi
- rozsypywanie prochów do morza, można jedynie w nim zatopić zwłoki[9].

Zgodnie z polskim ustawodawstwem nie ma możliwości tworzenia biżuterii z prochów osoby zmarłej, gdyż ustawa o cmentarzach i chowaniu zmarłych wymienia zamknięty katalog (numerus clausus) sposobów chowania zwłok.

## Statystyki światowe
Kremacja jest najbardziej rozpowszechnioną formą pochówku w Japonii, gdzie w 2014 roku 99,97% wszystkich pochówków stanowiły kremacje. W Europie kremacja jest najbardziej rozpowszechniona w Szwajcarii – 87,45% pochówków w 2014 roku. W Stanach Zjednoczonych odsetek kremacji w 2014 roku wynosił 46,26%. W latach 2013–2014 w Polsce istniało 38 krematoriów, a odsetek pochówków w formie kremacji wyniósł 16% w 2013 roku i 21% w roku 2014. W 2020 roku krematoriów w Polsce jest już ponad 60 a odsetek pochówków kremacyjnych wynosi między 20 a 70% w zależności od regionu kraju.

## Kremacja w poszczególnych systemach religijnych

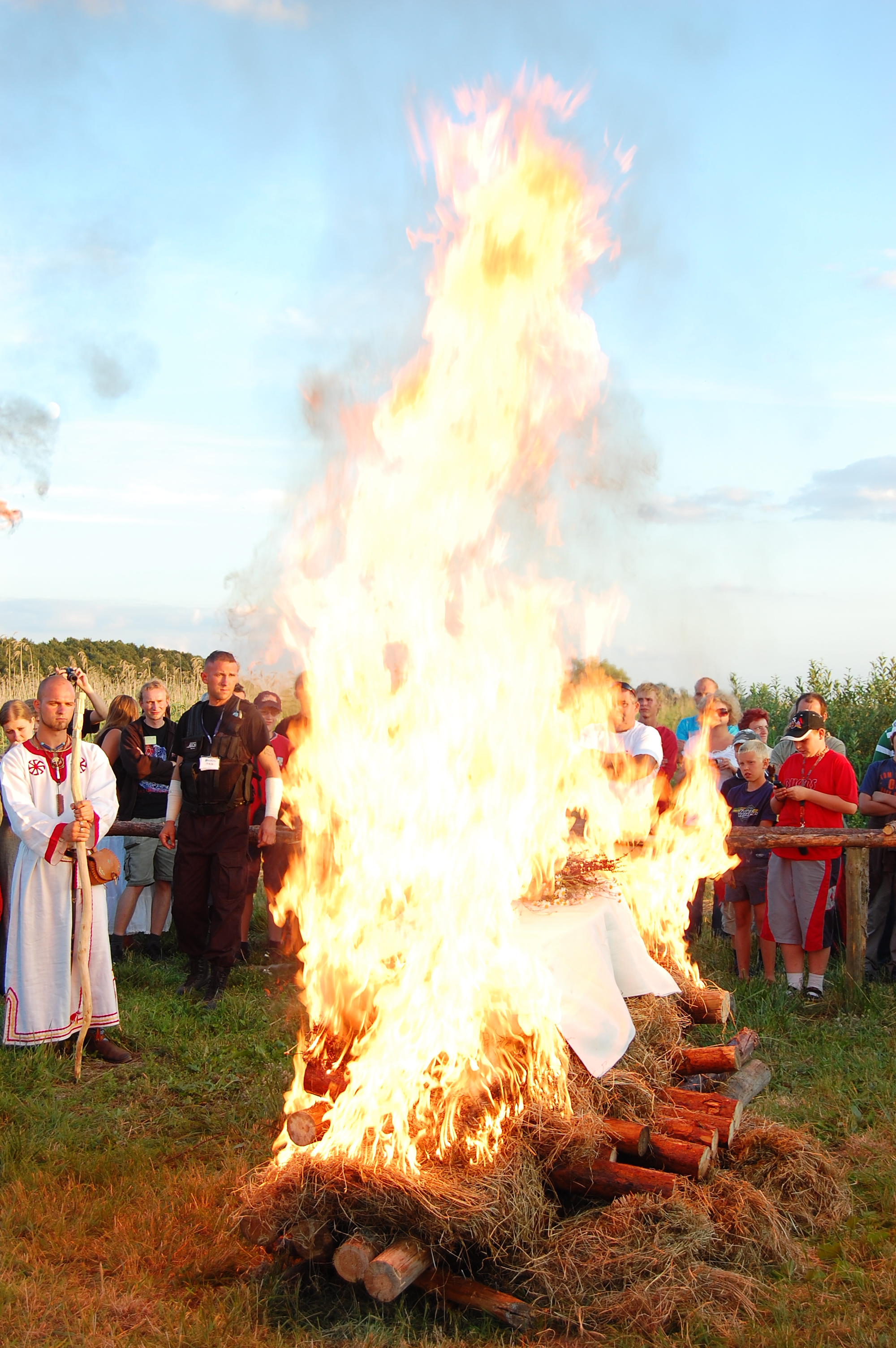
Rekonstrukcja średniowiecznego pochówku ciałopalnego – Wolin, 2009

### Religie pierwotne
Kremacja była powszechną forma pochówku w większości systemów wierzeń pierwotnych, etnicznych. W Europie pochówek ciałopalny był m.in. dominującym w kręgu kultur popielnicowych, również w okresie środkowolateńskim 300 l. p.n.e. do 100 l. p.n.e. (regionalnie do ok. 150 l. p.n.e.). Wśród pochówków ciałopalnych, w których zastosowano kremację można wyróżnić groby popielnicowe z pochowanymi spopielonymi szczątkami ludzkimi w urnie (glinianym naczyniu – popielnicy) i groby jamowe z bezpośrednio wsypanymi spopielonymi szczątkami do jamy grobowej.

#### Słowianie
W okresie przedchrześcijańskim zmarły odziany w najlepsze szaty, ozdabiany biżuterią, nierzadko wyposażany w różnego rodzaju przedmioty codziennego użytku (czasem nawet w broń), podlegał spaleniu na stosie. Prochy umieszczano w glinianych naczyniach (tzw. popielnicach) i zakopywano w grobach (zwykłych, płaskich lub kurhanach). Scenę taką przedstawiono w filmie Jerzego Hoffmana „Kiedy Słońce było bogiem” – spalenie Wisza, zamordowanego przez Smerdę (wraz z żoną Jagą).

### Judaizm
Współczesny judaizm reformowany zgłasza niewielkie zastrzeżenia przeciwko kremacji. Natomiast ortodoksja wysuwa już dużo więcej argumentów przeciwko tej formie pochówku (m.in. kremacja jest pogańską praktyką, której judaizm zawsze się przeciwstawiał; kremacja narusza zakaz uszkodzenia zwłok w jakiejkolwiek formie). Ponadto dyskutuje się nad kwestią, czy skremowane prochy można chować na żydowskich cmentarzach – ortodoksi się temu sprzeciwiają, liberałowie pozwalają, a niektóre gminy żydowskie (np. w Anglii) starają się łączyć oba podejścia i zezwalają na pochówek, jeśli popioły zostaną złożone w trumnie.

### Chrześcijaństwo
Tradycyjnie chrześcijaństwo nie pochwalało kremacji zwłok z kilku powodów: 1) ciało było uważane za uświęcone przez przyjęcie sakramentów, 2) ciało stanowiło jedność z zamieszkującą je za życia duszą, 3) kremacja była praktyką rozpowszechnioną w religiach pogańskich, a więc odrzucaną, 4) Jezus został pochowany, a nie skremowany.
Niemniej jednak, kremacja była niekiedy praktykowana w krajach chrześcijańskich już we wczesnym średniowieczu i to na masową skalę w sytuacjach „wyższej konieczności”, np. nagromadzenia dużej liczby zwłok z powodu wojny, zarazy lub klęski głodu. Zwłoki palono, aby uniknąć rozprzestrzeniania się morowego powietrza.

#### Katolicyzm
W XVIII w. nasiliły się żądania ze strony racjonalistów, aby pozwolić na kremację. Spowodowało to tylko podkreślenie zakazu kremacji przez Kościół łaciński.
W latach 60. XX w. nastąpiło złagodzenie tego zakazu. W instrukcji De cadaverum crematione Stolica Apostolska pozwoliła na kremację zwłok w wyjątkowych, uzasadnionych ważnymi okolicznościami wypadkach i pod warunkiem, że nie jest ona traktowana jako manifestacja braku wiary w zmartwychwstanie ciał zmarłych. Instrukcja Kongregacji Nauki Wiary wyraźnie stwierdza, że w katolicyzmie odwieczny pobożny zwyczaj chowania ciał zmarłych powinien być podtrzymywany i że kremacja jest obca duchowi katolickiemu:

Musi być dołożona wszelka troska, by wiernie zachował się zwyczaj grzebania zwłok wiernych; dlatego ordynariusze za pomocą odpowiednich wskazówek i napomnień będą się troszczyli o to, aby lud chrześcijański unikał kremacji zwłok i nie wycofał się, z wyjątkiem przypadków prawdziwej potrzeby, z praktyki grzebania, którą Kościół zachował i ozdobił uroczystymi obrzędami.

Chrześcijański pogrzeb ciała wyraża wiarę, że nie zostało ono przez śmierć ostatecznie zniszczone, lecz w przyszłości będzie ono wskrzeszone do życia, na wzór zmartwychwstałego ciała Chrystusa. Dlatego zwyczajna liturgia pogrzebu nie może być stosowana w przypadku chowania popiołów. Stwierdziła to Kongregacja ds. Kultu Bożego w styczniu 1977 r.:

Nie chodzi o to, żeby potępić kremację, ale raczej zachować prawdziwość znaku w działaniu liturgicznym. Faktycznie popioły, które są znakiem zepsucia ciała ludzkiego, nie wyrażają odpowiednio charakteru [śmierci] jako zaśnięcia w oczekiwaniu Zmartwychwstania. Poza tym ciało, nie popiół, przyjmuje liturgiczną cześć, bo przez Chrzest stało się świątynią Ducha Świętego.

Mimo to, od 1997 pozwala się (za zgodą miejscowego biskupa) na odprawianie mszy pogrzebowej nad urną z prochami zmarłego. Współcześnie wiele cmentarzy katolickich posiada specjalnie wydzielone miejsca do pochówku urn z prochami (tzw. kolumbaria).
W październiku 2011 roku Konferencja Episkopatu Polski wydała zalecenie, aby obrzędy liturgiczne odbywały się nad trumną z ciałem. Spopielenie zwłok i pochowanie urny powinno odbyć dopiero po obrzędach liturgicznych. Dopuszczalne są jednak odstępstwa od tej reguły – sprowadzenie prochów z zagranicy lub trudności w zebraniu rodziny na dwóch uroczystościach.
10 listopada 2011 roku Konferencja Episkopatu Polski wydała „List pasterski Episkopatu Polski o szacunku dla ciała zmarłego i obrzędach pogrzebu (w przypadku kremacji)” przeznaczony do odczytania 13 listopada 2011 roku. Biskupi w tym dokumencie zachęcają katolików do tradycyjnej formy pogrzebu, sprzeciwiają się rozsypywaniu prochów w miejscach pamięci oraz przechowywaniu urny z prochami w domu.

#### Prawosławie
Prawosławie stanowczo zakazuje kremacji (którą uważa za znak niewiary w zmartwychwstanie), ale dopuszcza wyjątki od tej reguły np. zarządzenie władz państwowych lub epidemia. Nie odprawia się żadnych obrzędów religijnych nad zwłokami skremowanymi.

#### Protestantyzm
Kościoły protestanckie zaakceptowały kremację znacznie wcześniej niż katolicyzm, ale nie zawsze jednomyślnie. Pierwsze krematoria w krajach protestanckich powstały w latach 70. XIX w., a w 1908 anglikańskie Opactwo Westminsterskie zarządziło przymusową kremację zwłok, grzebanych na swoim terenie. Obecnie większość Kościołów protestanckich (szczególnie te liberalne) akceptuje kremację i nawet rozsypywanie prochów w specjalnych „ogrodach pamięci”.

#### Inne
Kremację dopuszczają również Świadkowie Jehowy.
Do przeciwników kremacji zaliczają się natomiast mormoni.

### Islam
W świecie muzułmańskim nie dyskutuje się o spopielaniu zwłok. Islam jest przeciwny kremacji, m.in. dlatego że po niej ciała nie można ułożyć tak, by było zwrócone w kierunku Mekki, jak nakazuje tradycja.

### Buddyzm
Buddyzm traktuje spopielenie jako okazję do ukazania człowiekowi z całą wyrazistością przemijalności, nietrwałości i niesubstancjalności egzystencji. Każda cielesna i duchowa egzystencja podlega przymusowi wędrówki w kręgu narodzin i śmierci. Świadomość tego pomaga człowiekowi nie przywiązywać się do rzeczy i okazywać współczucie wszystkim istotom.

### Hinduizm

#### Kremacja podstawowa
- Znaczenie dokonania kremacji w religii wedyjskiej zaświadczane jest w wedach. Hymny Rygwedy objaśniają, że celem spalenia nie jest całkowite unicestwienie, ale uzyskanie przez zmarłego specjalnej nieśmiertelnej postaci, ciała które umożliwi osiągnięcie krainy przodków[28], zwanej pitryloka.
- Dla hindusów spopielenie ciała na stosie jest powszechną formą pochówku. Wynika to z przekonania, że ciało jest tylko chwilowym i pełnym cierpienia miejscem przebywania wiecznej duszy (atmana). Zwłoki należy spalić, aby ułatwić duszy osiągnięcie wyzwolenia (moksza). Od tej reguły istnieją wyjątki: nie pali się zwłok dzieci poniżej 5 lat, zwłok sannjasinów oraz zwłok transseksualistów (tzw. hidźra). Popioły oraz zwłoki dzieci z reguły wrzuca się do świętej rzeki lub jeziora, a niespalone ciała sannjasinów i hidźrów są zakopywane w ziemi.

#### Kremacja podwójna
- Dzieła starożytne wskazują, że w uzasadnionych przypadkach dopuszczano możliwość ponownej kremacji wcześniej spalonego ciała lub jego ekwiwalentu[29].